# Lavandula pinnata
Espèce
Lavandula pinnata est une espèce de plantes à fleurs de la famille des Lamiaceae.
La sous-espèce Lavandula pinnata pinnata est endémique des îles Canaries et de Madère, où elle est rarissime.